# ماتی کاناس
ماتی کاناس (فنلاندی: Matti Kannas; ۲۵ سپتامبر ۱۹۲۸ – ۲۱ اکتبر ۲۰۰۰) بازیکن فوتبال اهل فنلاند بود.
وی همچنین در تیم ملی فوتبال فنلاند بازی کرده‌است.